# Stand Florio
Stand Florio is een gebouw in de stad Palermo op het Italiaanse eiland Sicilië. Het dateert van 1905. Het is een cultureel centrum en restaurant.

## Beschrijving
Stand Florio staat aan de kustlijn, in de straat geheten Via Messina Marine. De stijl is zowel Siciliaanse Liberty als Arabisch, en derhalve eclectisch te noemen. De gevel bevat als basisstructuur een ijzerconstructie. 
Een koepel met pinakel staat boven het hoofdgebouw.

## Historiek
Vincenzo Florio junior was een telg uit de welgestelde familie Florio in Palermo. Hij vatte het plan op om een kursaal aan het strand op te trekken. Hiertoe zette hij de architect Erneste Basile aan het werk. Het kursaal kwam er niet maar wel een kleiner gebouw Stand Florio geheten (1905). 
De plek werd in gebruik genomen door edellieden en andere notabelen van Palermo. Stand Florio was voor hen de plaats voor watersportwedstrijden en kleiduifschieten, en dit tot het begin van de Tweede Wereldoorlog. De Palermitanen spreken over dit gebouw nog als Taverna del tiro of de Schiettent.
Tijdens de oorlog werd het een magazijn voor het Koninklijk Italiaans Leger.
Na de oorlog nam het nabij gelegen ziekenhuis Buccheri La Ferli in bezit van Stand Florio: het werd een sanatorium met een breed zonneterras. Verder in de 20e eeuw geraakte Stand Florio in verval. Vandalen hielden er huis.
Vanaf 1985 werden er restauratiewerken gehouden. De nieuwe functie van Stand Florio is een cultureel centrum waar muziekoptredens plaats vinden, alsook openlucht evenementen en workshops.